# Roda de Ter
Roda de Ter är en kommun i Spanien.   Den ligger i provinsen Província de Barcelona och regionen Katalonien, i den östra delen av landet, 500 km öster om huvudstaden Madrid. Antalet invånare är 6 172. Arean är 2,2 kvadratkilometer. Roda de Ter gränsar till Les Masies de Roda och Gurb. 
Terrängen i Roda de Ter är platt.